# Vytautas Šilinskas
Vytautas Šilinskas (ur. 30 grudnia 1985 w Sugintai w rejonie szyłokarczemskim) – litewski prawnik i urzędnik państwowy, w latach 2021–2024 wiceminister, a w 2024 minister pracy i opieki socjalnej.

## Życiorys
W 2010 uzyskał magisterium z prawa na Uniwersytecie Wileńskim. Podjął praktykę w zawodzie prawnika, był zawodowo związany głównie z kancelarią prawniczą TGS Baltic. W 2021 mianowany wiceministrem w resorcie pracy i opieki socjalnej. W czerwcu 2024 stanął na czele tego ministerstwa w rządzie Ingridy Šimonytė. Funkcję ministra sprawował do grudnia tegoż roku.